# Летийцы
Летийцы — один из амбоно-тиморских народов, населяющих острова Барат-Дая в Индонезии.
Разговаривают на языке лети.

## Описание
Основными занятиями являются земледелие (кукуруза, тропические плоды, клубнеплоды), разведение скота(мелкий рогатый скот, лошади. В основном, едят кукурузную кашу и мясо животных по праздникам. Устройство поселений до XX века было свайно-каркасным. В последнее время сменяется на жилище амбонского типа (как правило, прибрежные, обнесённые забором из известняка).
До XX века сохранялся трёхродовой союз, то есть объединение жителей близлежащих остров. С середины XX века в племени преобладает кастово-сословное деление на аристократов, свободных общинников и потомков рабов.

## Религия
У летийцев религия представляет собой смесь космического дуализма и культа предков. Остров Луанг является летийским священным центром.